# Chiesa di San Pantaleone (Madone)
La chiesa di San Pantaleone è il luogo di culto cattolico del comune di Madone, in provincia di Bergamo.

## Storia
La piccola chiesa è posta sull'antica viabile del Brembo è documentata per la prima volta nel 1260, inserita nell'elenco delle chiese di Bergamo sottoposte a censo imposto dalla Santa Sede, ma la sua storia potrebbe essere molto più antica. L'edificio fu probabilmente edificato sopra un antico luogo di culto pagano del periodo romano così come altri edifici che si trovavano posti lungo la parte orografica destra del fiume Brembo.
Nel documento del 1260 la chiesa è citata con il nome di ecclesia Santa Maria de Donaxina. Godeva di un beneficio che ne indica la presenza già in tempi più remoti, anche se non è possibile ricostruirne l'antica struttura architettonica. Secondo tradizione la cripta sarebbe riconducibile ai primi anni del cristianesimo, notizia che non ha mai trovato fonti a supporto che lo potessero confermare.
L'edificio nel Cinquecento si trovava in grave stato di abbandono per l'incuria dei fedeli. Sembra che non vi fossero neppure i portali d'ingresso, così che vi trovavano rifugio gli animali, e che venivano recitate le messe solo saltuariamente: "ad istantiam devotorum". Per questo negli atti della visita pastorale del vescovo di Bergamo Gerolamo Ragazzoni del 1581, fu ordinata la sistemazione con la nuova pavimentazione d'accesso alle due cappelle. Nel secolo successivo, tutta la comunità di Madone fu interessata ai lavori di ricostruzione della chiesa parrocchiale di San Giovanni Battista, ma solo nei primi anni del Settecento, grazie all'interessamento dell'allora parroco don Evangelista Brolis, fu data autorizzazione dal vescovo di celebrare le funzioni eucaristiche nella cripta, la chiesa era ancora indicata come Santa Maria ad Nives. Iniziò quindi un ampliamento dell'edificio per permettere ai fedeli di assistere alla messa con la posa della prima pietra nel 1709 e l'allungamento dell'edificio sul lato a est. Successivamente fu costruita la scala che collegava la nuova aula, posta nella parte superiore, con la cripta, e con l'elevazione del presbiterio così che vi fosse un nuovo altare superiore visibile da tutti, e nel 1778 la dedicazione a san Pantaleone martire. Fu costruita anche la casa del romito che doveva sempre abitare presso la chiesa e che doveva averne cura. Nel 1790 fu rialzata anche la torre campanaria a cura di don Urbano Ronzoni, e curato lo spazio del sagrato delimitato da un muretto protettivo, e con la posa di platani.
Nei lavori di ristrutturazione della prima metà del Novecento fu rimossa la cancellata che delimitava la zona presbiteriale e nel 1975 fu demolita la casa del romito così che la torre campanaria si presenta staccata dall'impianto della chiesa.

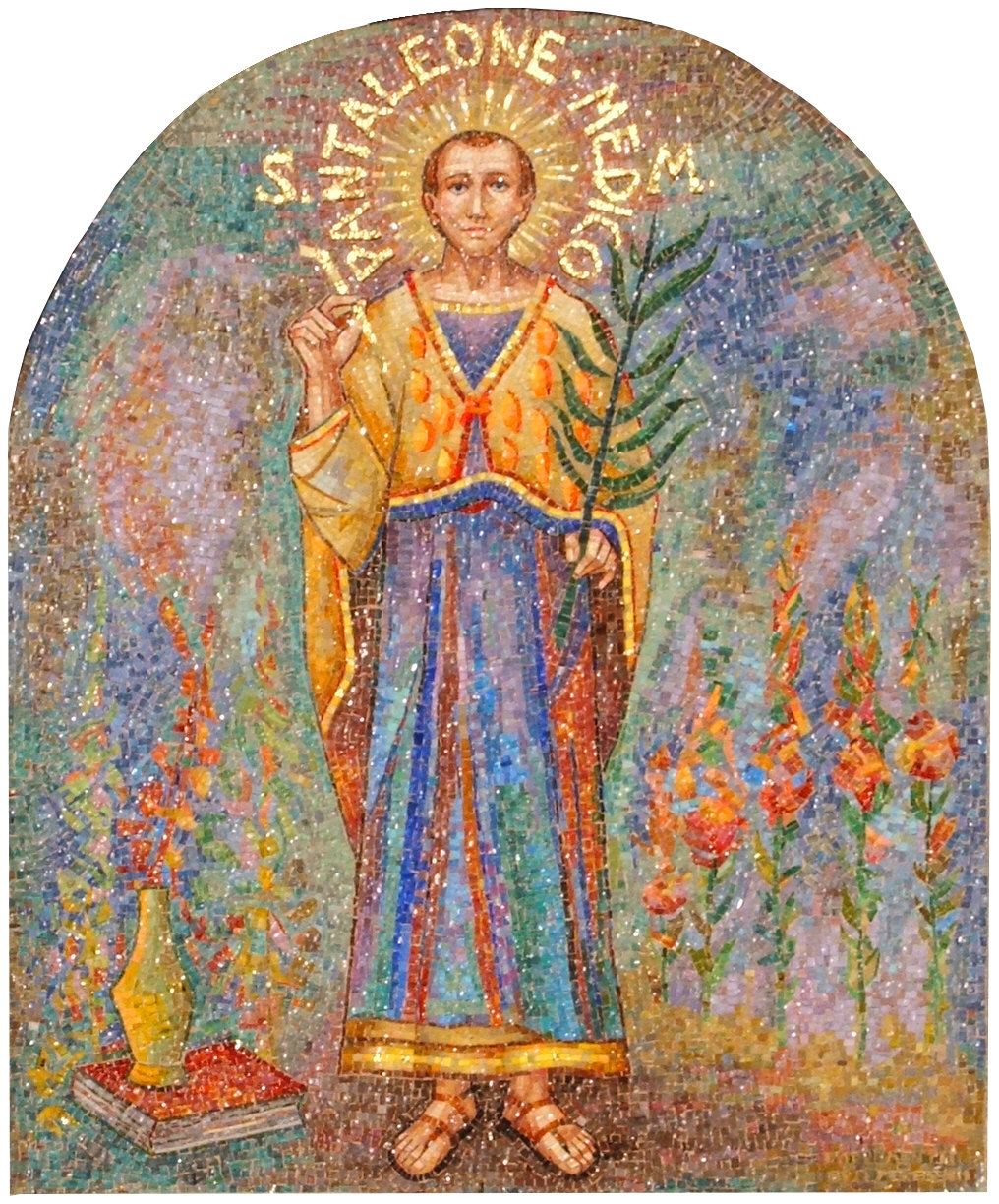
Madone - San Pantaleone mosaico

## Descrizione

### Esterno
La chiesa campestre è anticipata da un ampio prato delimitato da un muretto a secco con paracarri. 
Il fronte principale a capanna, dal classico orientamento liturgico a est, con il portale centrale con paraste e architrave in pietra arenaria. Un mosaico raffigurante il santo titolare è posto sulla parte superiore dell'ingresso, mentre laterali vi sono due aperture ad arco complete di inferriata protettiva. La parte superiore è completata da un ampio rosone atto a illuminare la sala interna.

### Interno
L'interno a unica navata si divide in tre campate di cui la prima con copertura a botte, la seconda di dimensioni minori con volta a crociera e la terza composta dalla zona presbiteriale rialzata da cinque gradini, anche questa con la volta a crociera. L'aula ospita quattro tele raffiguranti Miracoli di san Pantaleone, lavori di Gaetano Peverada della seconda metà del Settecento. La statua raffigurante il santo titolare, secondo tradizione sarebbe opera lignea di Vincenzo Pio Malvestiti. L'abside ospita la tela Pietà con san Giovanni Battista e san Pantaleone, lavoro del XVI secolo.
La cripta, che è la parte più antica dell'edificio, è ornata dall'ancona Madonna vestita, con Bambino Gesù di autore ignoto, risalente alla seconda metà Settecento.